# Soldadura
1. Metal de base
2. Cordón de soldadura y puntos
3. Fuente de energía
4. Metal de aportación

Principio general de la soldadura:
- Metal de base
- Cordón de soldadura y puntos
- Fuente de energía
- Metal de aportación

La soldadura es un proceso de fijación en el cual se realiza la unión de dos o más piezas de un material (generalmente metales o termoplásticos), usualmente logrado a través de la coalescencia (fusión), en la cual las piezas son soldadas fundiendo, se puede agregar un material de aporte (metal o plástico), que, al fundirse, forma un charco de material fundido entre las piezas a soldar (el baño de soldadura) y, al enfriarse, se convierte en una unión fija a la que se le denomina cordón.  
A veces se utiliza conjuntamente presión y calor, o solo presión por sí misma, para producir la soldadura. Esto está en contraste con la soldadura blanda (en inglés soldering) y la soldadura fuerte (en inglés brazing), que implican el derretimiento de un material de bajo punto de fusión entre piezas de trabajo para formar un enlace entre ellos, sin fundir las piezas de trabajo.
Muchas fuentes de energía diferentes pueden ser usadas para la soldadura, incluyendo una llama de gas, un arco eléctrico, un láser, un rayo de electrones, procesos de fricción o ultrasonido. La energía necesaria para formar la unión entre dos piezas de metal generalmente proviene de un arco eléctrico. La energía para soldaduras de fusión o termoplásticos generalmente proviene del contacto directo con una herramienta o un gas caliente. 
La soldadura con frecuencia se realiza en un ambiente industrial, pero puede realizarse en muchos lugares diferentes, incluyendo al aire libre, bajo del agua y en el espacio. Independientemente de la localización, sin embargo, la soldadura sigue siendo peligrosa, y se deben tomar precauciones para evitar quemaduras, descarga eléctrica, humos venenosos, y la sobreexposición a la luz ultravioleta, para ello, es necesario una correcta protección para el soldador y su entorno.
Hasta el final del siglo XIX, el único proceso de soldadura era la soldadura de fragua, que los herreros han usado por siglos para juntar metales calentándolos y golpeándolos. La soldadura por arco y la soldadura a gas estaban entre los primeros procesos en desarrollarse tardíamente en ese mismo siglo, siguiéndoles, poco después, la soldadura por resistencia y soldadura eléctrica. La tecnología de la soldadura avanzó rápidamente durante el principio del siglo XX mientras que la Primera Guerra Mundial y la Segunda Guerra Mundial condujeron la demanda de métodos de unión fiables y baratos. Después de las guerras, fueron desarrolladas varias técnicas modernas de soldadura, incluyendo métodos manuales como la Soldadura manual de metal por arco, ahora uno de los más populares métodos de soldadura, así como procesos semiautomáticos y automáticos tales como Soldadura GMAW, soldadura de arco sumergido, soldadura de arco con núcleo de fundente y soldadura por electroescoria. Los progresos continuaron con la invención de la soldadura por rayo láser y la soldadura con rayo de electrones a mediados del siglo XX. Hoy en día, la ciencia continúa avanzando. La misma es cada vez más corriente en las instalaciones industriales, y los investigadores continúan desarrollando nuevos métodos de soldadura y ganando mayor comprensión de la calidad y las propiedades de la soldadura.
Se dice que la soldadura es un sistema porque intervienen los elementos propios de este, es decir, las 5 M: mano de obra, materiales, máquinas, medio ambiente y medios escritos (procedimientos). La unión satisfactoria implica que debe pasar las pruebas mecánicas (tensión y doblez). Las técnicas son los diferentes procesos (SMAW, SAW, GTAW, etc.) utilizados para la situación más conveniente y favorable, lo que hace que sea lo más económico, sin dejar de lado la seguridad.

## Historia

El Pilar de hierro de Delhi

La historia de la soldadura se remonta a varios milenios atrás, con los primeros ejemplos e soldadura desde la edad de bronce y la edad de hierro en Europa y en Oriente Medio. La soldadura fue usada en la construcción del Pilar de hierro de Delhi, en la India, erigido cerca del año 310 y pesando 5,4 toneladas métricas. La Edad Media trajo avances en la soldadura de fragua, con la que los herreros golpeaban repetidamente y calentaban el metal hasta que se producía la unión. En 1540, Vannoccio Biringuccio publicó De la pirotechnia, que incluye descripciones de la operación de forjado. Los artesanos del Renacimiento eran habilidosos en el proceso, y dicha industria continuó desarrollándose durante los siglos siguientes. Sin embargo, la soldadura fue transformada durante el siglo XIX. En 1800, sir Humphry Davy descubrió el arco eléctrico, y los avances en la soldadura por arco continuaron con las invenciones de los electrodos de metal por el ruso Nikolai Slavyanov y el norteamericano, C. L. Coffin a finales de los años 1800. Incluso la soldadura por arco de carbón, que usaba un electrodo de carbón, ganó popularidad. Alrededor de 1900, A. P. Strohmenger lanzó un electrodo de metal recubierto en Gran Bretaña, que dio un arco más estable, y en 1919, la soldadura de corriente alterna fue inventada por C. J. Holslag, pero no llegó a ser popular por otra década.
La soldadura por resistencia también fue desarrollada durante las décadas finales del siglo XIX, con las primeras patentes del sector en manos de Elihu Thomson en 1885, quien produjo otros avances durante los siguientes 15 años. La soldadura de termita fue inventada en 1893, y alrededor de ese tiempo, se estableció otro proceso, la soldadura a gas. El acetileno fue descubierto en 1836 por Edmund Davy, pero su uso en la soldadura no fue práctico hasta cerca de 1900, cuando fue desarrollado un soplete conveniente. Al principio, la soldadura de gas fue uno de los más populares métodos de soldadura debido a su portabilidad y costo relativamente bajo. Sin embargo, a medida que progresaba el siglo XX, bajó en las preferencias para las aplicaciones industriales. Fue sustituida, en gran medida, por la soldadura de arco, en la medida que continuaron siendo desarrolladas las cubiertas de metal para el electrodo (conocidas como fundente), que estabilizan el arco y blindaban el material base de las impurezas.
La Primera Guerra Mundial causó un repunte importante en el uso de los procesos de soldadura, con las diferentes fuerzas militares procurando determinar cuáles de los variados nuevos procesos de soldadura serían los mejores. Los británicos usaron primariamente la soldadura por arco, incluso construyendo, mediante este procedimiento, una nave, el Fulagar, con un casco enteramente soldado. Los estadounidenses eran más vacilantes, pero comenzaron a reconocer los beneficios de la soldadura de arco cuando dicho proceso les permitió reparar rápidamente sus naves después de los ataques alemanes en el puerto de Nueva York al principio de la guerra. También la soldadura de arco fue aplicada por primera vez a los aviones durante la guerra, pues algunos fuselajes de aeroplanos alemanes fueron construidos usando dicho proceso.
Durante los años 1920, importantes avances fueron hechos en la tecnología de la soldadura, incluyendo la introducción de la soldadura automática en 1920, en la que el alambre del electrodo era alimentado continuamente. El gas de protección se convirtió en un tema importante, mientras que los científicos procurarban proteger las soldaduras contra los efectos del oxígeno y el nitrógeno de la atmósfera. La porosidad y la fragilidad eran los problemas básicos derivados de este intercambio, y las soluciones que desarrollaron incluyeron el uso del hidrógeno, del argón, y del helio como gases protectores de la soldadura. Durante la siguiente década, posteriores avances permitieron la soldadura de metales reactivos como el aluminio y el magnesio. Esto, conjuntamente con desarrollos en la soldadura automática, la soldadura bajo corriente alterna, y los fundentes, alimentaron una importante extensión de la soldadura de arco durante los años 1930 y durante la Segunda Guerra Mundial.
A mediados del siglo XX, fueron inventados muchos métodos nuevos de soldadura. 1930 vio el lanzamiento de la soldadura de perno, que pronto llegó a ser popular en la fabricación de naves y la construcción. La soldadura de arco sumergido fue inventada el mismo año, y continúa siendo popular hoy en día. En 1941, después de décadas de desarrollo, la soldadura de arco de gas con electrodo de tungsteno fue finalmente perfeccionada, seguida en 1948 por la soldadura por arco metálico con gas, permitiendo la soldadura rápida de materiales no ferrosos pero requiriendo costosos gases de blindaje. La soldadura de arco metálico blindado fue desarrollada durante los años 1950, usando un fundente de electrodo consumible cubierto, y se convirtió rápidamente en el más popular proceso de soldadura de arco metálico (enlace roto disponible en Internet Archive; véase el historial, la primera versión y la última).. En 1957, debutó el proceso de soldadura por arco con núcleo fundente, en el que el electrodo de alambre auto blindado Archivado el 22 de abril de 2021 en Wayback Machine. podía ser usado con un equipo automático, resultando en velocidades de soldadura altamente incrementadas, y ese mismo año fue inventada la soldadura de arco de plasma. La soldadura por electroescoria fue introducida en 1958, y fue seguida en 1961 por su prima, la soldadura por electrogas.
Otros desarrollos recientes en la soldadura incluyen en 1958 el importante logro de la soldadura con rayo de electrones, haciendo posible la soldadura profunda y estrecha por medio de la fuente de calor concentrada. Siguiendo la invención del láser en 1960, la soldadura por rayo láser debutó varias décadas más tarde, y ha demostrado ser especialmente útil en la soldadura automatizada de alta velocidad. Sin embargo, ambos procesos continúan siendo altamente costosos debido al alto costo del equipo necesario, y esto ha limitado sus aplicaciones.

### Soldadura a gas

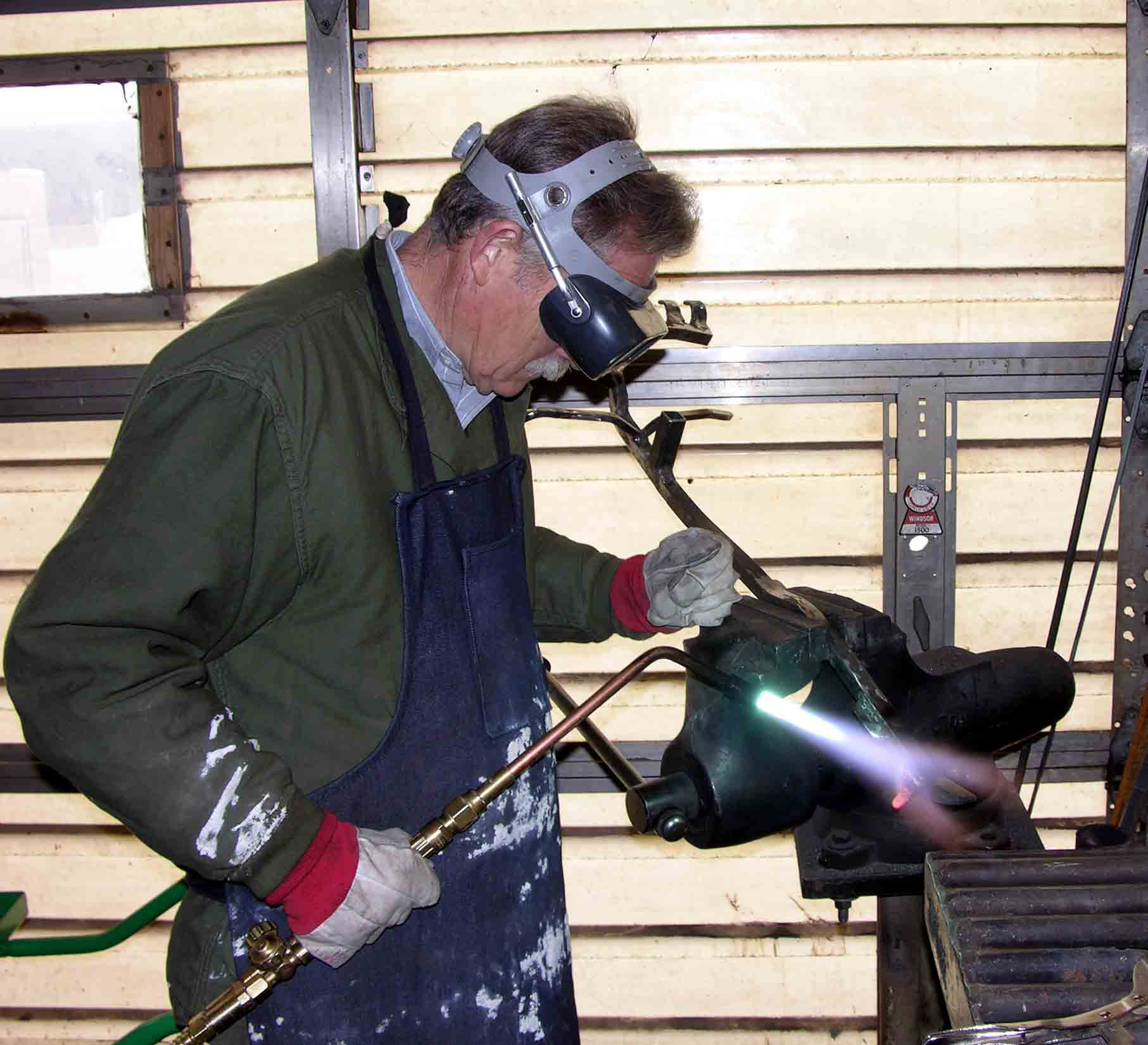
Soldadura a gas de una armadura de acero usando el proceso de oxiacetileno

### Soldadura por resistencia

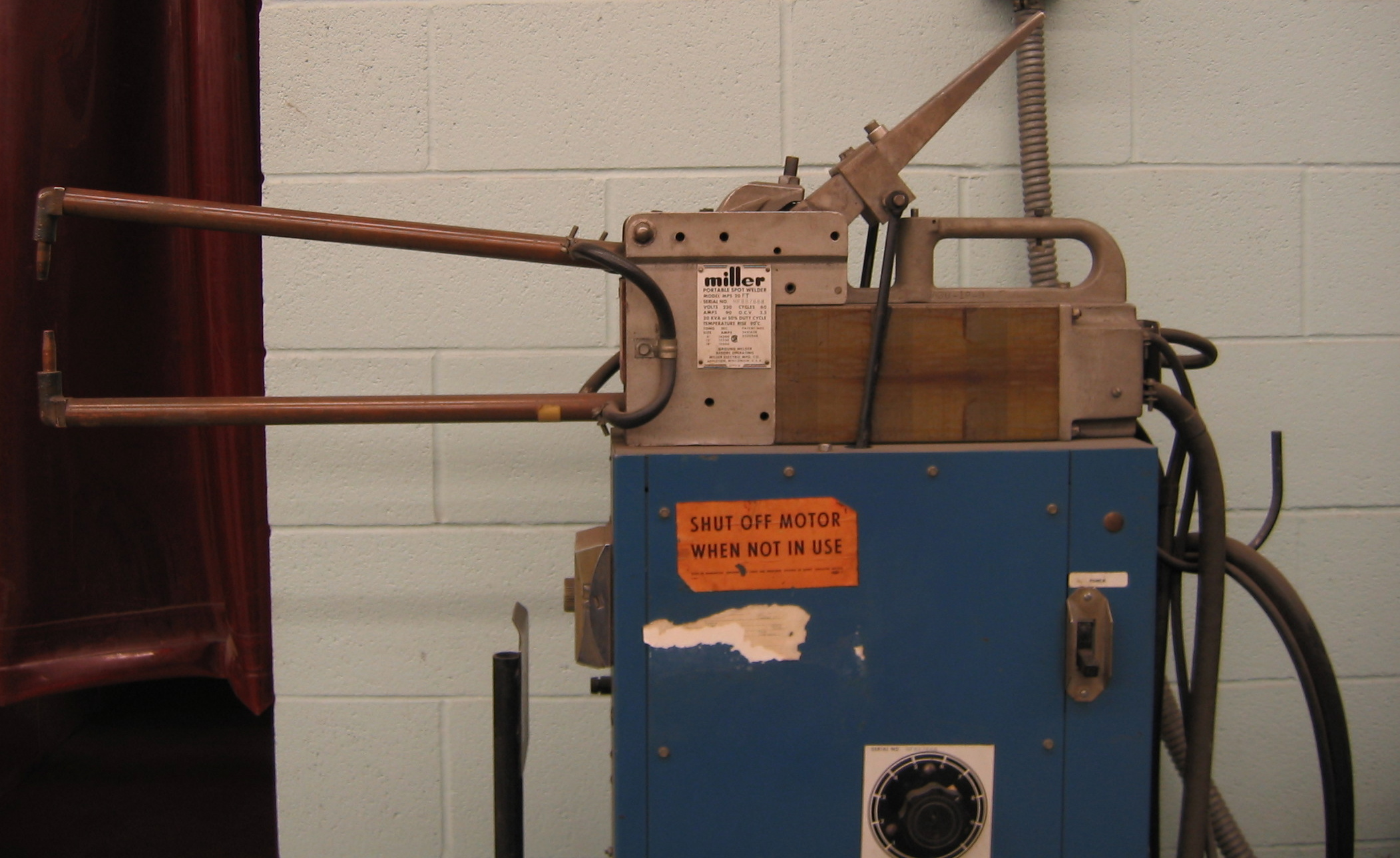
Soldador de punto

## Geometría

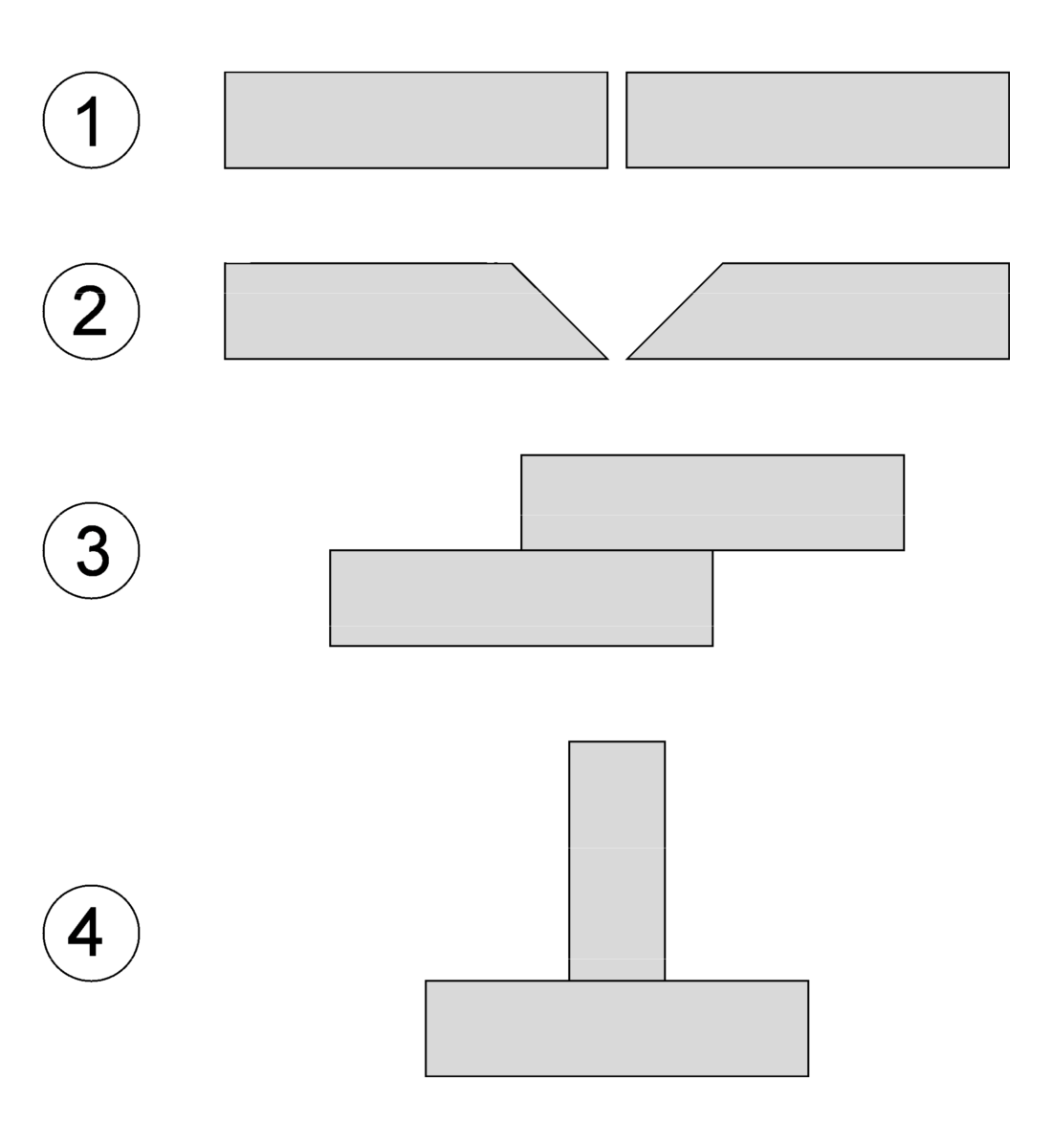
Tipos comunes de juntas de soldadura
(1) La junta de extremo cuadrado
(2) Junta de preparación solo-V
(3) Junta de regazo o traslape
(4) Junta-T

La sección cruzada de una junta de extremo soldado, con el gris más oscuro representando la zona de la soldadura o la fusión, el gris medio la zona afectada por el calor ZAT, y el gris más claro el material base

### Zona afectada térmicamente

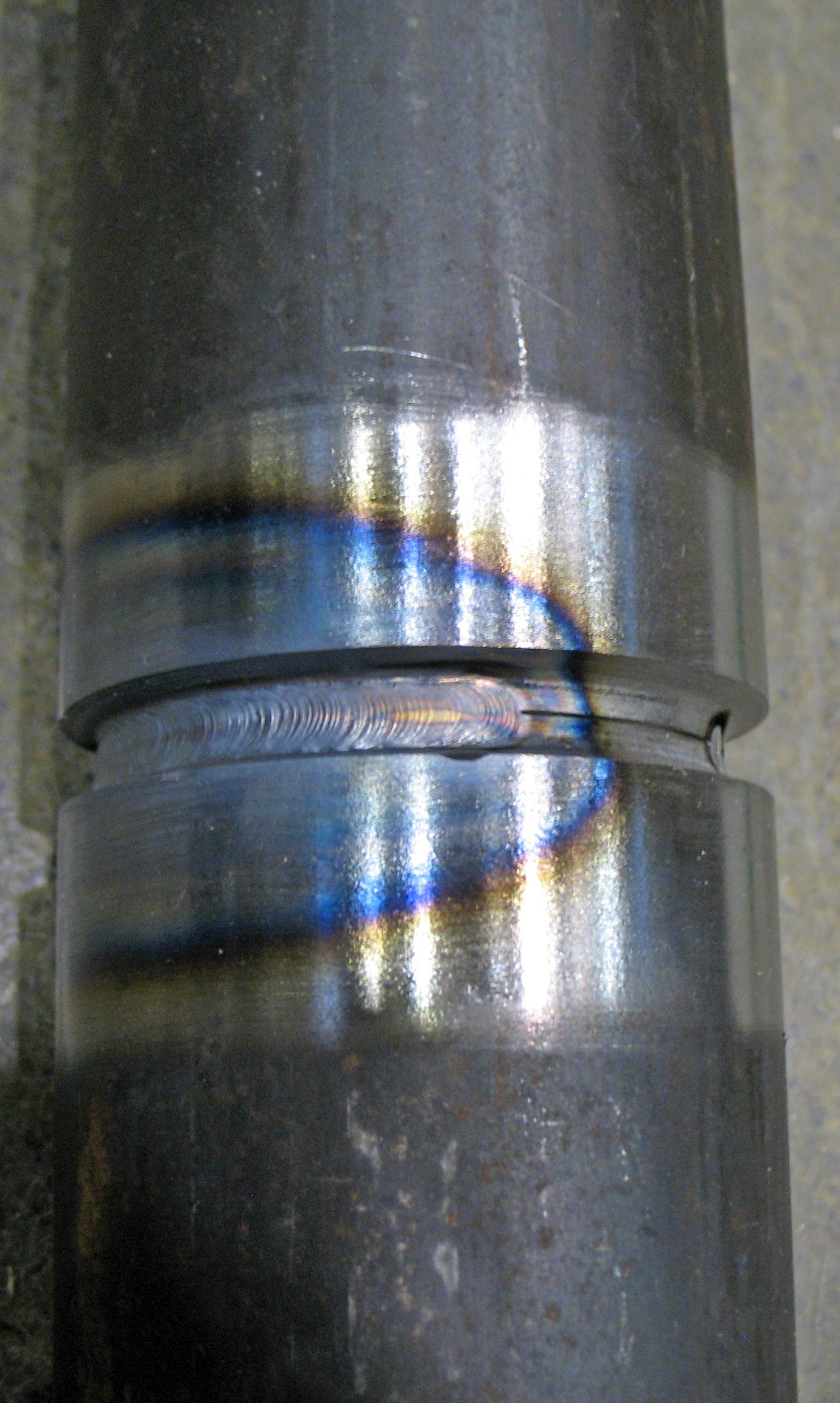
El área azul resulta de la oxidación en una temperatura correspondiente a 316 °C. Esto es una manera precisa de identificar la temperatura, pero no representa el ancho de la zona afectada térmicamente (ZAT). La ZAT es el área estrecha que inmediatamente rodea el metal base soldado.

## Condiciones inusuales

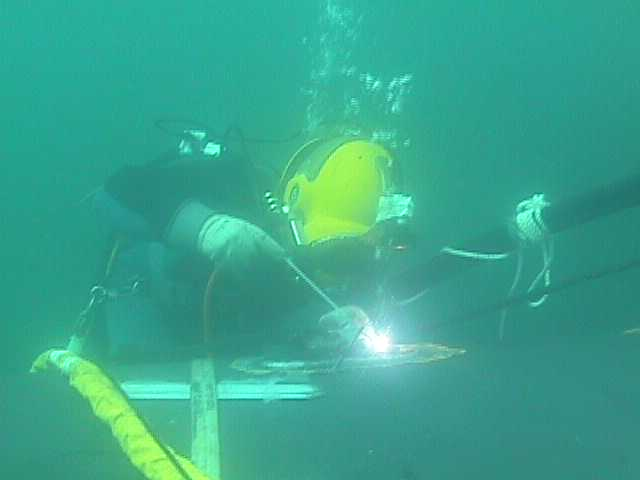
Soldadura subacuática

## Sistemas de soldadura

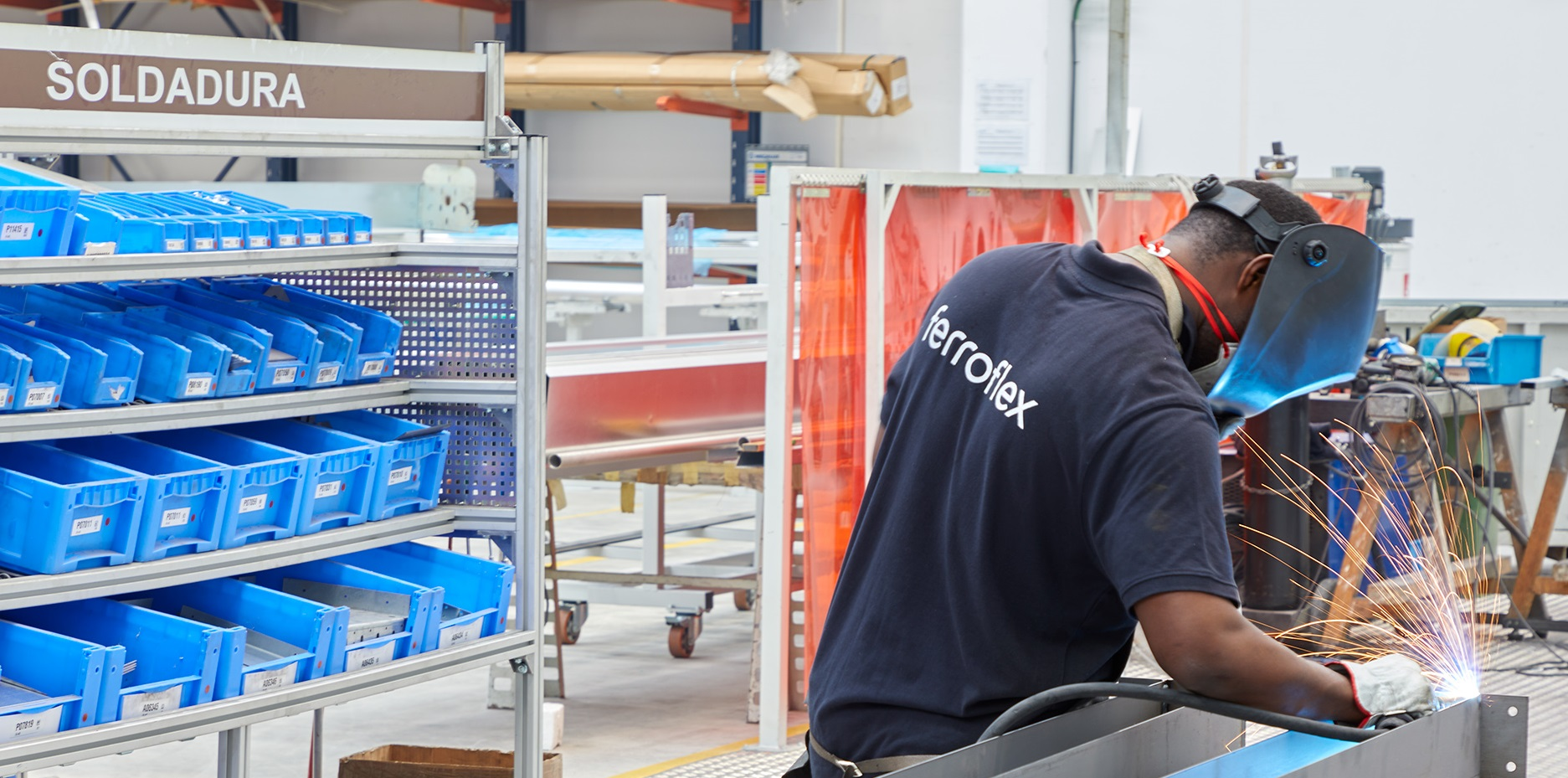
Un operario realiza tareas de soldadura en una fábrica de puertas automáticas industriales

### Soldadura de estado sólido
Como el primer proceso de soldadura, la soldadura de fragua, algunos métodos modernos de soldadura no implican derretimiento de los materiales que son juntados. Uno de los más populares, la soldadura ultrasónica, es usada para conectar hojas o alambres finos hechos de metal o termoplásticos, haciéndolos vibrar en alta frecuencia y bajo alta presión. El equipo y los métodos implicados son similares a los de la soldadura por resistencia, pero en vez de corriente eléctrica, la vibración proporciona la fuente de energía. Soldar metales con este proceso no implica el derretimiento de los materiales; en su lugar, la soldadura se forma introduciendo vibraciones mecánicas horizontalmente bajo presión. Cuando se están soldando plásticos, los materiales deben tener similares temperaturas de fusión, y las vibraciones son introducidas verticalmente. La soldadura ultrasónica se usa comúnmente para hacer conexiones eléctricas de aluminio o cobre, y también es un muy común proceso de soldadura de polímeros.
Otro proceso común, la soldadura explosiva, implica juntar materiales empujándolos juntos bajo una presión extremadamente alta. La energía del impacto plastifica los materiales, formando una soldadura, aunque solamente una limitada cantidad de calor sea generada. El proceso es usado comúnmente para materiales disímiles de soldadura, tales como la soldadura del aluminio con acero en cascos de naves o placas compuestas. Otros procesos de soldadura de estado sólido incluyen la soldadura de coextrusión, la soldadura en frío, la soldadura por difusión, la soldadura por fricción (incluyendo la soldadura por fricción-agitación en inglés Friction Stir Welding), la soldadura por alta frecuencia, la soldadura por presión caliente, la soldadura por inducción, y la soldadura de rodillo.

### Soldadura blanda y fuerte
La soldadura blanda y la soldadura fuerte son procesos en los cuales no se produce la fusión de los metales base, sino únicamente del metal de aportación. Siendo el primer proceso de soldadura utilizado por el hombre, ya en la antigua Sumeria.
| Soldadura                             | Temperatura |
| ------------------------------------- | ----------- |
| Soldadura blanda                      | < 450 °C    |
| Soldadura fuerte                      | > 450 °C    |
| Soldadura fuerte a altas temperaturas | > 900 °C    |

### Soldadura por arco
Se trata, en realidad, de distintos sistemas de soldadura, que tienen en común el uso de una fuente de alimentación eléctrica. Esta se usa para generar un arco voltaico entre un electrodo y el material base, que derrite los metales en el punto de la soldadura. Se puede usar tanto corriente continua (CC) como alterna (AC), e incluyen electrodos consumibles o no consumibles, los cuales se encuentran cubiertos por un material llamado revestimiento. A veces, la zona de la soldadura es protegida por un cierto tipo de gas inerte o semi inerte, conocido como gas de protección, y, en ocasiones, se usa un material de relleno.

#### Distintos sistemas de soldadura

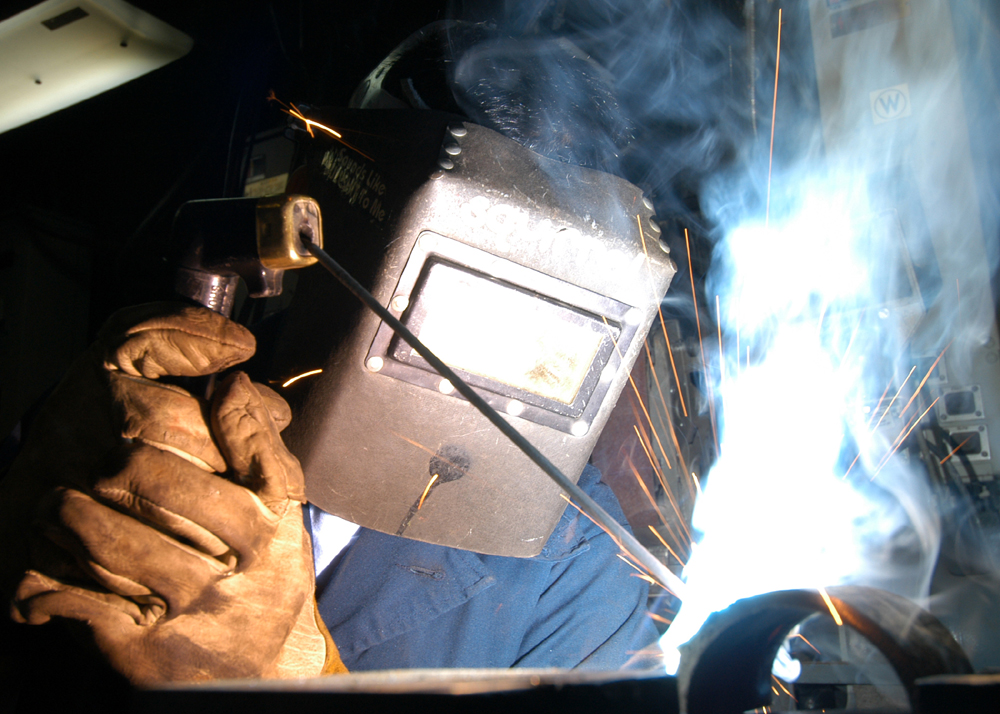
Soldadura por arco de metal blindado